# Chrostosoma cardinalis
Chrostosoma cardinalis là một loài bướm đêm thuộc phân họ Arctiinae, họ Erebidae.